# Roy Vickers
William Edward Vickers, alias Roy Vickers, Roy C. Vickers, David Durham, Sefton Kyle, y John Spencer, (1889-1965) fue un escritor británico de novelas policiacas.

## Biografía
Acudió a la Charterhouse School, y abandonó el Brasenose College (Oxford) sin graduarse. Durante un tiempo estudió Derecho en Middle Temple, pero jamás lo ejerció. Se casó con Mary Van Rossem, con quien tuvo un hijo. Trabajó como periodista, reportero judicial, editor de revistas.
Es el inventor del ficticio "Departamento de asuntos archivados" (Department of Dead Ends), una dependencia de Scotland Yard especialiazada en la resolución de expedientes muy antiguos.
En 1921 publicó su primer libro, una biografía de Frederick Sleigh Roberts. En 1934 publicó The Rubber Trumpet, la primera de la serie sobre el "Departamento de asuntos archivados". 

## Adaptaciones
- Departamento de asuntos archivados serie de TV franco-canadiense (1970)